# Малкият касапин
„Малкият касапин“ (на английски: The Butcher Boy) е ирландска черна комедия от 1997 г. на режисьора Нийл Джордан, който е съсценарист с Патрик Маккейб, автор на едноименния роман през 1992 г. Във филма участват Иймън Оуенс, Стивън Риа и Фиона Шоу.
„Малкият касапин“ е последният филм, продуциран от „Гефен Филм Къмпани“, и излиза преди затварянето ѝ през 1998 г. Това е последната филмова роля на Шинейд О’Конър преди смъртта ѝ през 2023 г.

## Актьорски състав
- Иймън Оуенс – Франси Брейди
- Стивън Риа – Бени Брейди (бащата) / Възрастният Франси (некредитиран)
- Фиона Шоу – госпожа Нугент
- Андрю Фълъртън – Филип Нугент
- Ейслинг О'Съливан – Ани Брейди (майката)
- Алън Бойл – Джо Пърсел
- Шон Макгинли – Сержант
- Иън Хърт – Чичо Ало
- Брендан Глийсън – Отец Бабълс
- Майло О'Ший – Отец Съливан
- Шинейд О’Конър – Колийн
- Джина Моксли – Мери
- Джон Кавана – Доктор Бойд
- Ниал Бъги – Отец Дом